# 小杉泰
小杉 泰（こすぎ やすし、1953年12月10日 - ）は、日本のイスラム研究者。立命館大学立命館アジア日本研究機構教授。元京都大学大学院アジア・アフリカ地域研究研究科教授。紫綬褒章受章。

## 経歴
1953年、北海道夕張市生まれ。神奈川県立希望ヶ丘高等学校を経て、東京外国語大学アラビア語学科に進学。その後、エジプトに留学し、1983年、エジプト国立アズハル大学イスラーム学部タフスィール・クルアーン学科卒業。
1984年、国際大学大学院国際関係学研究科助手、1985年、同大学中東研究所主任研究員・主幹、1986年同大学大学院国際関係学研究科専任講師。1989年、同助教授、1997年、同教授。1998年、京都大学東南アジア研究センター教授。1998年、京都大学大学院アジア・アフリカ地域研究研究科教授。1999年、京都大学より法学博士の学位を取得。2008年～2010年、朝日新聞日曜紙面にて書評委員を担当。2005年、日本学術会議第一部会会員（第20期、2011年まで）。
2019年、京都大学を定年退職、名誉教授。立命館大学立命館アジア日本研究機構特別招聘研究教授。2024年、同招聘研究教授。

## 受賞・栄典
- 1994年  - サントリー学芸賞（思想・歴史部門）（『現代中東とイスラーム政治』による）[2]
- 2005年 - 大同生命地域研究奨励賞[2]。
- 2012年 - 紫綬褒章受章[2][3]。

## 著書

### 単著
- 『エジプト・文明への旅――伝統と現代』（日本放送出版協会［NHKブックス］1989年）
- 『現代中東とイスラーム政治』（昭和堂 1994年）
- 『イスラームとは何か――その宗教・社会・文化』（講談社現代新書 1994年）
- 『イスラーム世界』（筑摩書房 1998年）
- 『ムハンマド――イスラームの源流をたずねて』（山川出版社 2002年）
- 『イスラーム世界を読む』（日本放送出版協会［NHK人間講座 2002年）
- 『現代イスラーム世界論』（名古屋大学出版会 2006年）
- 『興亡の世界史（6）イスラーム帝国のジハード』（講談社 2006年/講談社学術文庫 2016年）
- 『クルアーン 語りかけるイスラーム』（岩波書店 2009年）
- 『イスラーム文明と国家の形成』（京都大学学術出版会 2011年）
- 『9・11以後のイスラーム政治』（岩波現代全書 2014年）

### 編著
- 『イスラームに何がおきているか――現代世界とイスラーム復興』（平凡社, 1996年/増補版, 2001年）
- 宗教の世界史 イスラームの歴史. 2. イスラームの拡大と変容 山川出版社 2010.10.

### 共編著
- （大塚和夫・小松久男・東長靖・羽田正・山内昌之）『岩波イスラーム辞典』（岩波書店, 2002年）
- （松原正毅・臼杵陽）『岐路に立つ世界を語る――9・11以後の危機と希望』（平凡社, 2002年）
- （青木保・姜尚中・坂元ひろ子・莫邦富・山室信一・吉見俊哉・四方田犬彦）『アジア新世紀（全8巻）』（岩波書店, 2002年-2003年）
- （寺島実郎・藤原帰一）『「イラク戦争」検証と展望』（岩波書店, 2003年）
- （小松久男）『現代イスラーム思想と政治運動』（東京大学出版会 [イスラーム地域研究叢書2], 2003年）
- （江川ひかり）『イスラーム――社会生活・思想・歴史』（新曜社, 2006年）
- （林佳世子・東長靖）『イスラーム世界研究マニュアル』（名古屋大学出版会, 2008年）
- （長岡慎介）『イスラーム銀行 金融と国際経済』 （山川出版社 [イスラームを知る12], 2010年）
- （林佳世子）『イスラーム 書物の歴史』（名古屋大学出版会, 2014年）

### 訳書
- ウンニ・ヴィカン『カイロの庶民生活』（第三書館, 1986年）
- 『ムハンマドのことば ハディース』（岩波文庫, 2019年11月）
- ガーズィー・ビン・ムハンマド『現代人のためのイスラーム入門』（池端蕗子 共訳、中央公論新社, 2021年7月）- 著者はヨルダンの王族